# کانوی (حوزه سرشماری)، نیوهمپشایر
کانوی (به انگلیسی: Conway) یک منطقهٔ مسکونی در ایالات متحده آمریکا است که در کانوی، نیوهمپشایر واقع شده‌است. کانوی ۷٫۹ کیلومتر مربع مساحت و ۱٬۸۲۳ نفر جمعیت دارد و ۱۴۰ متر بالاتر از سطح دریا واقع شده‌است.